# Флаг Уватского района
Флаг Ува́тского муниципального района Тюменской области Российской Федерации — опознавательно-правовой знак, служащий официальным символом муниципального образования.
Ныне действующий флаг утверждён 26 мая 2014 года решением думы Уватского муниципального района № 302 и внесён в Государственный геральдический регистр Российской Федерации с присвоением регистрационного номера 9252.

## Описание
«Прямоугольное полотнище с отношением ширины к длине 2:3, составленное из равных горизонтальных полос белого, синего и зелёного цветов, несущее изображения фигур районного герба: посередине белой полосы — шести чёрных капель, посередине образованной синей и зелёной полосами части полотнища — соболя, выполненное жёлтым цветом. Оборотная сторона полотнища зеркально воспроизводит лицевую».

## Первый флаг
Первый флаг Уватского муниципального района был утверждён 30 сентября 2005 года постановлением думы Уватского района № 19.

### Описание
«Флаг Уватского муниципального района представляет собой прямоугольное полотнище из трёх равных по ширине горизонтальных полос: верхней — белого, средней — синего и нижней — зелёного цвета.
В верхнем левом углу изображена фигурка сидящего соболя и расположенная за ним буровая установка, в точности воспроизводящие герб Уватского муниципального района без геральдического щита. Отношение ширины флага к его длине — 2 × 3».